# Apostropha curvipennis
Apostropha curvipennis là một loài bọ cánh cứng trong họ Cerambycidae.